# 올혼섬

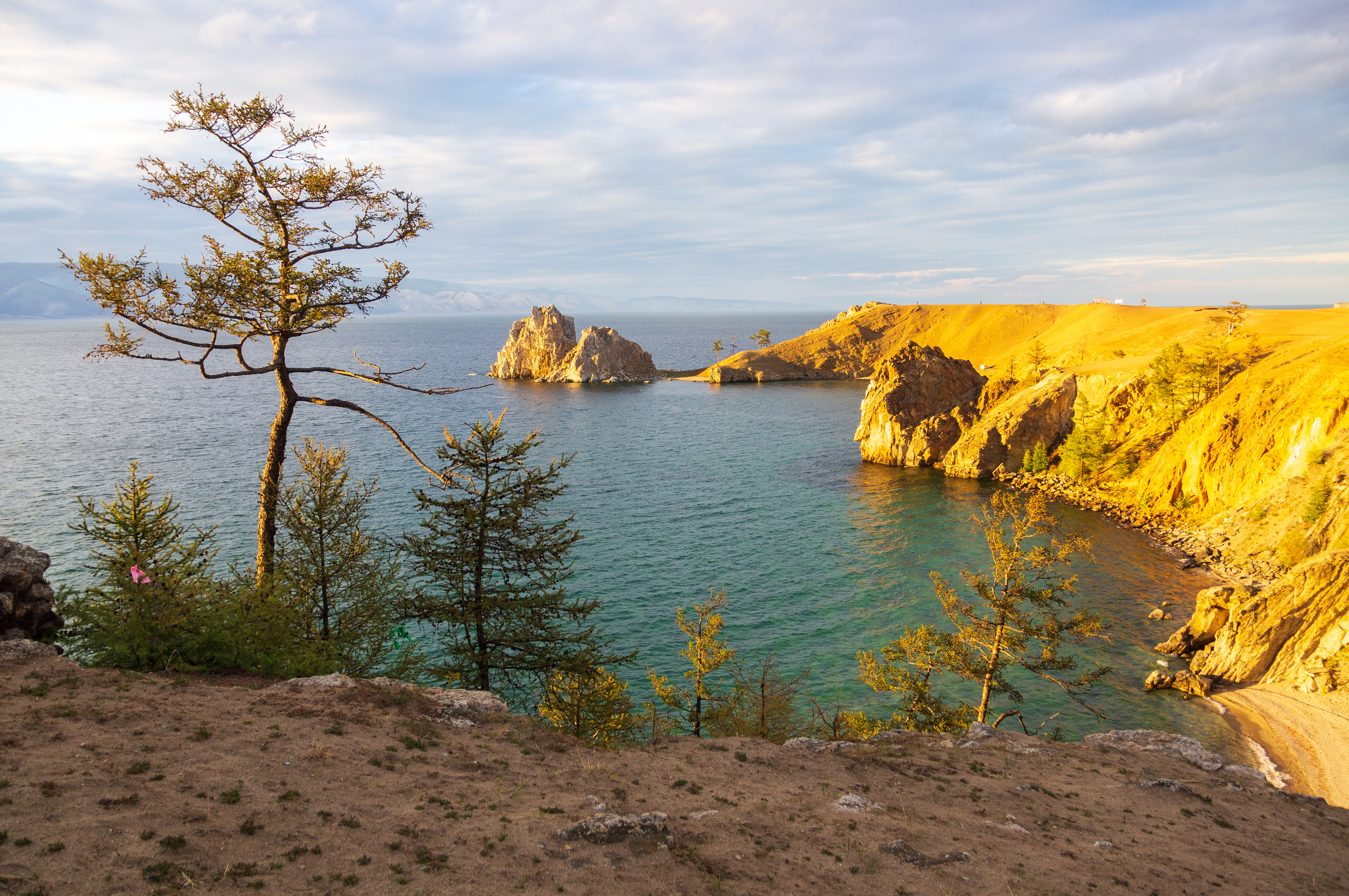

올혼섬(부랴트어: Ойхон, 러시아어: Ольхон)은 바이칼호에서 가장 큰 섬이고, 면적은 730km2로 세계에서 4번째로 큰 호도(湖島)다. 지마산은 올혼 섬이 위치한 지올혼 섬 주변 인구의 대부분은 러시아인과 부랴트족들이 차지한다. 올혼이라는 이름은 부랴트어로 "작은 숲"을 의미하게 되며, 알혼섬이라고 지칭한다.

## 역사
고대부터 올혼 섬에 몽골·쿠르칸 사람들이 살고 있었다. 이 민족은 주로 가축 사육, 사냥과 낚시에 종사했다. 칭기스칸 시대부터 올혼 섬은 몽골 제국의 땅이 되었다. 17세기에 러시아 식민지 주민은 섬을 정복했지만 20세기까지 올혼도에 영구적으로 거주한 러시아 사람들이 거의 없었다.
이 곳은 칭기즈칸이 태어난 곳이라고 알려져 있다.

## 같이 보기
- 러시아의 섬 목록